# Wydział Ekonomii Uniwersytetu Ekonomicznego w Poznaniu
Wydział Ekonomii Uniwersytetu Ekonomicznego w Poznaniu – jeden z pięciu wydziałów Uniwersytetu Ekonomicznego w Poznaniu. Jego siedziba znajduje się przy al. Niepodległości 10 w Poznaniu.

## Struktura
- Katedra Bankowości
- Katedra Edukacji i Rozwoju Kadr
- Katedra Finansów Publicznych
- Katedra Makroekonomii i Badań nad Gospodarką Narodową
- Katedra Makroekonomii i Gospodarki Żywnościowej
- Katedra Polityki Gospodarczej i Samorządowej
- Katedra Pracy i Polityki Społecznej
- Katedra Publicystyki Ekonomicznej i Public Relations
- Katedra Socjologii i Filozofii
- Katedra Statystyki i Demografii
- Katedra Teorii i Historii Ekonomii
- Katedra Teorii Pieniądza i Polityki Pieniężnej
- Katedra Ubezpieczeń

## Kierunki studiów
- ekonomia
- finanse i rachunkowość
- polityka społeczna

## Władze
Dziekan: dr hab. Waldemar Czternasty, prof. nadzw. UEP 

Prodziekan: dr hab. Andrzej Przymeński, prof. nadzw. UEP 

Prodziekan: dr hab. Jan Sikora prof. nadzw. UEP